# Малінке
Малінке́ (Maninkan — мінанка́, манінка́н; фр. Malinkés) — народ групи мандінґо у Західному Судані (Західна Африка).

## Територія проживання і чисельність
Малінке здавна розселені компактними групами в сільській місцевості і дисперсно в містах багатьох країн Західного Судану:
- Гвінея — 2,8 млн осіб.
- Малі — 1,1 млн осіб.
- Кот-д'Івуар — бл. 1 млн осіб.
- Сенегал — бл. 1 млн осіб.
- Гамбія — понад півмільйона осіб.
- Сьєрра-Леоне — бл. 400 тис. осіб.
- Буркіна-Фасо — бл. 400 тис. осіб.
- Гвінея-Бісау — бл. 200 тис. осіб.
- Ліберія — бл. 100 тис. осіб.
- Гана — бл. 200 тис. осіб.

У жодній з цих країн малінке не творять більшість, лише в Гвінеї і Гамбії маючи значні показники від загалу населення — близько третини у обох державах.  

## Мова і релігія
Мова малінке — манінка (манінкакан). 
У релігійному плані малінке — переважно мусульмани-суніти (понад 2/3 від загального числа), хоча зберігають і традиційні культи.